# Lundbyverken

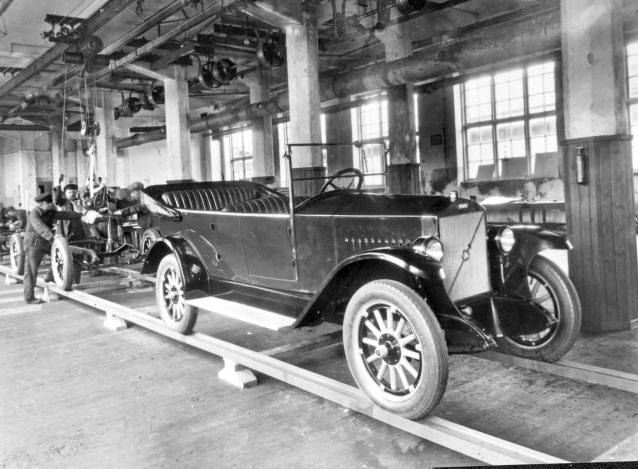
1927 lämnade den första serietillverkade personbilen Volvos bilfabrik i Lundby på Hisingen i Göteborg.

Volvo Lundbyverken var fram till 1964 Volvos fabrik för tillverkning av personbilar. Lundbyverken ersattes 1964 av Torslandaverken. 
Volvos första serietillverkade bil rullade ut ur Lundbyfabriken strax efter klockan 10 den 14 april 1927. Idag ägs Lundbyfabriken av AB Volvo och där ligger Volvo Lastvagnars kontor och utveckling, samt Volvo 3P. Volvo Penta har de gamla industrilokalerna som verkstad och produktionsanläggning. 